# Lil Boosie
Torrence Hatch (Baton Rouge, 14 de novembro de 1982), mais conhecido como Lil Boosie ou Boosie Badazz, é um rapper americano. É um rapper que vem surgindo do Sul dos Estados Unidos, sua voz é seu diferencial, apesar de seu estilo capitalista, comum entre os Rappers norte Americanos, Boosie dá bastante valor a suas origens. Lil Boosie tem músicas de sucesso como WeOut Chea com ''articipação de Money Bags'', Donkey e outros, tem também Back in the  Day contando um pouco de suas raizes. Lil Boosie já cantou com 50 cent uma música gravada em 2015.
Boosiee Badazz faz Gangsta Rap, e é membro de gangue de Louisiana. Já foi preso por porte de drogas e foi liberto da prisão em 2014.

## Vida Pessoal
Lil Boosie cresceu sem seu pai, ele foi criado por sua mãe Jacquelyn Escotilha. Boosie tem 5 esposas, Lil boosie tem 8 filhos: Iviona, Tarlaysia, Torrence Jr., Toriana, lírico, Ivy Ray, e MJ portal. Lil Boosie anunciou que tem diabetes. Em 09 de março de 2013, foi anunciado que Lil Boosie tinha ganhado seu certificado de GED enquanto estava encarcerado.
Em 25 de novembro de 2015, Boosie anunciou através de mídia social que ele foi diagnosticado com câncer renal. Ele passou por uma cirurgia bem sucedida para remover o câncer.

## Discografia

### Álbuns
- 2000: Youngest of da Camp
- 2002: For My Thugz
- 2006: Bad Azz
- 2009: Superbad: The Return of Boosie Bad Azz
- 2010: Incarcerated
- 2015: Touch Down 2 Cause Hell
- 2017: Boopac
- 2018: Boosie Badazz: Bigger and Badder Than Ever

## Filmografia
- Gangsta Musik (2005)
- Bad Azz (2006)
- On the Grind (2006)
- Last Dayz (2009)
- Ghetto Stories: The Movie (2010)